# Язык и культура
Язык и культура — ежеквартальный лингвистический российский научный журнал. Создан в 2007 году. Издательство: Государственное образовательное учреждение высшего профессионального образования «Томский государственный университет»
Главный редактор: Гураль, Светлана Константиновна,
проф., канд. филол. наук, доктор педагогических наук, зав. каф. английской филологии, декан факультета иностранных языков.
Импакт-фактор РИНЦ 2009 — 0,067
Зарегистрирован в Федеральной службе по надзору в сфере массовых коммуникаций, связи и охраны культурного наследия (свидетельство о регистрации ПИ № ФС 77-30317 от 19 ноября 2007 г.).
ISSN печатной версии 1999-6195
Подписной индекс 44063
Раздел рубрикатора ГРНТИ
16.00.00 Языкознание
Входит в перечень рецензируемых научных журналов, в которых должны быть опубликованы основные научные результаты диссертаций на соискание учёных степеней учёной степени кандидата и доктора наук. Утверждён решением Президиума Высшей аттестационной комиссией России в сентябре 2010 года

## Ответственный секретарь
Темникова Ирина Геннадьевна, канд. филол. наук, доц. каф. английской филологии

## Члены редакционной коллегии
Кузнецова Светлана Владиславовна, канд. пед. наук, доц. каф. английской филологии;
Маругина Надежда Ивановна, канд. филол. наук, доц. каф. английской филологии;
Михалева Любовь Викторовна, доц., канд. пед. наук, зав. каф. романских языков;
Нагель Ольга Васильевна, канд. филол. наук, доц. каф. английской филологии;
Новицкая Ирина Владимировна, канд. филол. наук, доц. каф. английской филологии;
Сысоев Павел Викторович, доктор пед. наук, профессор, зав. кафедрой лингвистики и лингводидактики 
Тамбовского государственного университета имени Г.Р. Державина